# Шарков, Борис Сергеевич
Борис Сергеевич Шарков (4 июня 1907, дер. Барановское, Екатеринославская губерния, Российская империя — 12 сентября 1967, Москва, РСФСР) — советский партийный деятель, второй секретарь ЦК Компартии Литвы (1956—1961).

## Биография
Член ВКП(б) с 1939 г. В 1930 г. окончил Луганский сельскохозяйственный институт, а в 1932 г. — Киевский агропедагогический институт.
В 1930—1940 гг. — агроном, преподаватель, директор техникума. В 1940—1941 гг. — заведующий отделом пропаганды и агитации городского комитета КП(б) Украины, начальник политического отдела машинно-тракторной станции.
Участник Великой Отечественной войны.
- 1946—1951 гг. — главный редактор газеты «Радянська Житомирщина» («Советская Житомирщина»),
- 1951—1952 гг. — секретарь Житомирского областного комитета КП(б) Украины,
- 1952 г. — секретарь Запорожского областного комитета КП(б) Украины,
- 1952—1956 гг. — в аппарате ЦК ВКП(б)-КПСС,
- 1956—1961 гг. — второй секретарь ЦК КП Литвы, член Бюро ЦК КП Литвы.

С 1961 г. — в Секретариате Совета Министров СССР.
Избирался депутатом Верховного Совета СССР 5-го созыва. Член Бюро ЦК КП Литвы (1956—1961).

## Награды и звания
Награждён орденами Ленина и Красной Звезды.